# 762 Pulcova
762 Pulcova este un asteroid din centura principală, descoperit pe 3 septembrie 1913, de Grigori Neuimin.